# 杜元颖
杜元穎（769年—833年），封爵建安男，京兆杜陵（今陕西省西安市）人。中国唐朝大臣，唐穆宗时翰林学士、户部侍郎同中书门下平章事。他的错误政策被指责使唐朝中央政府再次失去河朔。而后来担任西川节度使（总部设在今四川省成都市），引发南诏入侵。

## 背景
杜元穎生于唐代宗大历四年（769年）。他是唐朝初年名相杜如晦的后代，《舊唐書》说他是杜如晦的裔孙，《新唐書·杜如晦传》说他是杜如晦的五世孙，《新唐書·宰相世系表》说他是杜如晦叔叔杜淹的六世孙，《資治通鑑》称杜元颖是杜淹的第六代孙。杜元穎五世祖杜敬同，担任中書舍人、東陽公。高祖父杜从则，为工部侍郎。曾祖父杜自遠、祖父杜繁没有仕官记录，父亲杜佐担任大理正。杜元穎行十四，他的弟弟杜元絳出任太子宾客。唐德宗贞元十六年（800年）杜元穎登进士第。唐宪宗元和元年（806年）登博学宏辞科。元和十一年（816年）复登茂才异等科。两次受辟节度使幕府。

## 唐宪宗时代
唐宪宗元和年间，杜元穎出任門下省左拾遺，转任太常博士，充翰林学士，元和十二年（817年），改中書省右补阙，仍充翰林學士。杜元穎写文章文辞敏捷，受到宪宗的赞赏。平定吴元济，起草诏令很多，朝廷赐给杜元穎绯鱼袋，四品、五品官员使用绯色官服及鱼袋，右补阙只是七品。元和十四年（819年）三月，加吏部司勳員外郎，知制诰。

## 唐穆宗时代
元和十五年（820年）唐宪宗驾崩，其子唐穆宗即位。召见杜元穎到思政殿，赐金紫，提拔他为中書舍人。穆宗让杜元穎担任戶部侍郎、学士承旨。长庆元年（821年），杜元穎以本官同中書門下平章事。穆宗封他为上柱国、建安县男。从右补阙到侍郎，不到一年升任宰相，文学之臣得到升迁的速度，没有比得过杜元颖的。

长庆元年（821年），盧龍节度使（治今北京市）刘总提出辞职，取消割据，归附中央。刘总提出将刘总一分为三，幽州、涿州、营州为一道，请求任命张弘靖为节度使；平州、蓟州、妫州、檀州为一道，请求任命平卢节度使薛平为节度使；瀛州、莫州为一道，请求任命代理京兆尹盧士玫为观察使。同时他还派了一个数量的人员,把部下骄纵强横难以管辖的将士，如都知兵马使朱克融等人挑出来，送到京城，请朝廷奖励并予以提拔，让幽州人都能产生羡慕朝廷官禄的意向。唐穆宗没有完全实现刘总的计划，以卢士玫为瀛莫观察使。但剩下的州都由张弘靖管理。宰相崔植、杜元颖缺乏深谋远虑，不理解刘总的计划。朱克融等人在京城客居很久，窘迫到借衣讨食的地步，每天到中书省去请求授予官职，崔植、杜元颖不理。张弘靖为幽州节度使，勒令朱克融等人归回幽州，受张弘靖指使效力。朱克融等人十分怨怒。821年秋天，卢龙士兵哗变，废黜了把张弘靖，拥立朱克融为节度使。最后不仅卢龙，成德节度使（治今河北省石家庄市正定县）、魏博节度使（治今河北省邯郸市大名县）也恢复了藩镇割据。朝廷再度丢失河朔地区，直到唐朝最终灭亡，一直未能收复。传统史家归咎于宰辅大臣杜元颖、崔植、王播的无能。
长庆二年（822年），宣武军（治今河南省开封市）发生军变，李㝏驱逐了节度使李愿。杜元穎和户部侍郎、判度支張平叔想要仿照河北的惯例，任命李㝏为节度使来安抚他。李逢吉主张打击李㝏：“河北藩镇割据跋扈，朝廷予以承认，是不得已的事。现在，如果连宣武也姑息，恐怕江淮以南的广大地区都要脱离朝廷。”杜元颖、张平叔和他争论说：“为什么要可惜几尺长的节度使符节，而不爱惜宣武一方百姓的生命呢？”唐穆宗接受了李逢吉的建议，李㝏很快被下属李質杀死，宣武军投降朝廷。
长庆三年（823年）九月初八，唐穆宗任命中书侍郎、同平章事杜元颖兼同平章事的荣誉职务，充任剑南西川节度使（治今四川省成都市），穆宗亲自到安福门为他饯行。

## 唐敬宗时代
长庆四年（824年），唐穆宗驾崩，其子唐敬宗即位。唐敬宗年轻喜欢玩，追求奢侈，杜元穎为了取悦皇帝，经常向皇帝进贡罕见、有价值的珍宝。杜元穎因此加紧盘剥西川，这引起当地军民的不满。杜元颖不懂军事，却专门积蓄财产，减削士卒的衣食供给。同时，李逢吉让知枢密王守澄对敬宗说：“陛下所以能被立为皇太子，主要是李逢吉的功劳。像杜元颖、李绅这些人，都是要立深王李察（李悰）的。”唐敬宗后来发现裴度、杜元颖、李绅上疏请立自己为皇太子的上奏，才重新信任杜元颖等人。

## 唐文宗时代
西南戍边的士卒衣食不足，纷纷到南诏境内去掠夺偷盗。南诏国赠送他们衣物和粮食，得以知晓西川的动静虚实。南诏国蒙嵯顛执掌朝政，密谋大举侵犯西川，西南的边防州郡多次向杜元颖报告，杜元颖不信。唐文宗大和三年（829年），嵯顛率兵来攻，边城毫无防备。南诏以西川的降卒为向导，袭击并攻陷了雟州（今四川省凉山彝族自治州西昌市）、戎州（今四川省宜宾市）。十一月二十八日，杜元颖派兵和南诏军队在邛州以南交战，西川兵大败。南诏乘胜攻占邛州。南诏径直抵达成都城下，十二月初四，攻陷成都外城。杜元颖率领将士退守牙城，抵抗南诏军队。杜元颖几次想离城逃亡。南诏军前锋部队远抵东川节度使驻地梓州（今四川省绵阳市三台县）的西城。南诏军队驻留成都西城十天。退走时，大肆掠夺妇女和各种工匠几万人，以及各种珍宝奇货。南诏国工匠的技术水平可以和西川媲美。十二月初六，唐文宗贬杜元颖为邵州（今湖南省邵阳市）刺史。嵯颠派遣使者上表唐朝，说这次军事行动只是由于杜元颖不爱护士卒，士卒痛恨他，才争相做我的向导，请求我出兵诛杀杜元颖。要求唐朝处死杜元颖。十二月二十一日，唐文宗再次贬杜元颖为循州（今广东省惠州市）司马。新任西川节度使郭釗抵达成都后，和南诏国签订友好条约，规定两国互不侵扰。杜元颖的属下判官崔璜贬为连州司马，纥干臮贬为郢州长史，卢并贬为唐州司马。大和六年十二月丁未日，杜元颖卒于循州贬所。杜元颖临死前，他上书乞求死后赠官，于是文宗追赠他为湖州刺史。杜元颖和李德裕关系很好，唐武宗会昌年间，李德裕执政，恢复杜元颖的官爵。杜元颖的侄子、杜元絳的儿子杜审权和杜审权的儿子杜让能、杜让能的儿子杜晓后来担任宰相。《新唐书·艺文志》记载杜元颖五题一卷，《全唐诗》存诗一首。

## 家庭
六世祖：杜淹，御史大夫
五世祖：杜敬同：中书舍人、东阳公
高祖：杜从则，银青光禄大夫、工部侍郎、蒲州刺史
曾祖父：杜自遠，通議大夫，廣平郡别駕，贈給事中
祖父：杜俌，洋州长史
父亲：杜佐，大理正

### 妻子
裴氏，江西观察使裴次元女

### 子女
杜審禮，京兆少尹
杜延雍，字道光
杜敏求，字千之（815-866），試校書郎、浙東從事、四門博士、大理評事兼監察御史、義成軍管記（衛洙）、太常博士，咸通七年去世，年五十一
- 杜浩[20]
- 杜温[20]
- 杜溵[20]
- 杜卿[21]

女儿：杜氏，武昌軍節度使韋愨妻

## 延伸阅读
[在维基数据编辑]
 在维基文库阅读此作者作品
 《舊唐書/卷163》，出自刘昫《舊唐書》
 《新唐書·卷096》，出自《新唐書》